# Janine Connes
Pour les articles homonymes, voir Connes.
Janine Connes, née à Dijon le 19 mai 1926 et morte à Orsay le 28 novembre 2024, est une astronome française dont les recherches ont conduit à la mise en place de la méthode de spectroscopie infrarouge à transformée de Fourier, qui était d'une importance majeure et a jeté les bases de ce qui allait devenir un nouveau domaine important

## Biographie
Janine Connes réalise sa thèse de doctorat sur la spectroscopie infrarouge à transformée de Fourier sur une suggestion de Pierre Jacquinot. Le domaine en est alors à ses débuts et ses travaux permettent d’établir des bases solides pour les travaux futurs. Sa thèse et ses publications qui ont suivi ont été un apport majeur pour la spectrométrie infrarouge par transformée de Fourrier, et permis l'apparition des transformées de Fourrier rapide devenues des fonctions de calcul de base.
Après sa thèse effectuée au CNRS, et quelques années d'enseignements dans le secondaire, elle part avec son mari Pierre Connes, astronome également, aux États-Unis pour travailler à la NASA, plus précisément au Jet Propulsion Laboratory, en 1963. Ils travaillent à déterminer la composition de l'atmosphère de Mars en vue du programme Viking par spectroscopie, avec l'Observatoire de Haute-Provence. Leur travail, le plus détaillé jamais publié alors, a un niveau de qualité qui permet à Lewis Kaplan en 1966 de publier la composition de l'atmosphère de Mars.
Elle propose l'une des premières applications de transformée de Fourrier rapide avec des données d'un interféromètre, qui permettra la spectroscopie infrarouge de planètes, et la publication d'un ouvrage de référence,.
En 1969, le CNRS lui demande de reprendre la direction du premier centre de calcul en France. Il prend le nom de CIRCÉ. Elle en assure le développement et la direction pendant 13 ans, jusqu'en 1982, date à laquelle elle le quitta pour prendre la tête de la toute nouvelle Direction de l’informatique scientifique du CNRS, créée par le directeur général d’alors, Pierre Papon. Connes relate cette période dans le livre De l’IBM 360/75 au superordinateur Jean Zay paru en 2022 et co-écrit avec Françoise Perriquet.
Elle est proposée, sans succès, avec son mari Pierre par Ruper Wildt pour le prix Nobel de physique en 1970.
Janine Connes meurt à Orsay le 28 novembre 2024 à l’âge de 98 ans.

## Distinctions
- Prix Aimé-Cotton en 1961, décerné par la Société française de physique[9]